# 小さな恋のメロディ
『小さな恋のメロディ』（ちいさなこいのメロディ、原題: Melody, または S.W.A.L.K ）は1971年のイギリスのロマンティック・コメディ映画。後にハリウッドで監督として成功したアラン・パーカーの脚本である。少年少女の恋を瑞々しく描く。
イギリスとアメリカではヒットしなかったが、同年に公開された日本やアルゼンチン、チリなどラテンアメリカ諸国では大ヒットした。
原題「メロディ」はヒロインの名前でもある。

## 題名
"Melody" の名で製作されたが、恋愛物としては不十分であるとして "S.W.A.L.K." （Sealed with A Loving Kiss）に変更される。イギリスの児童の慣用的表現として「愛情の証のキスで封印された告白のメッセージ」の意。「アメリカ合衆国では"S.W.A.L.K."は普及していない」として"Melody" に戻されてから公開されている。

## スタッフ
- 原作・脚本 - アラン・パーカー
- 監督 - ワリス・フセイン
- 製作 - デヴィッド・パットナム
- 撮影 - ピーター・サシツキー
- 音楽 - ビー・ジーズ・クロスビー、スティルス、ナッシュ&ヤング（挿入歌）、リチャード・ヒューソン（スコア）

## プロダクション・ノート

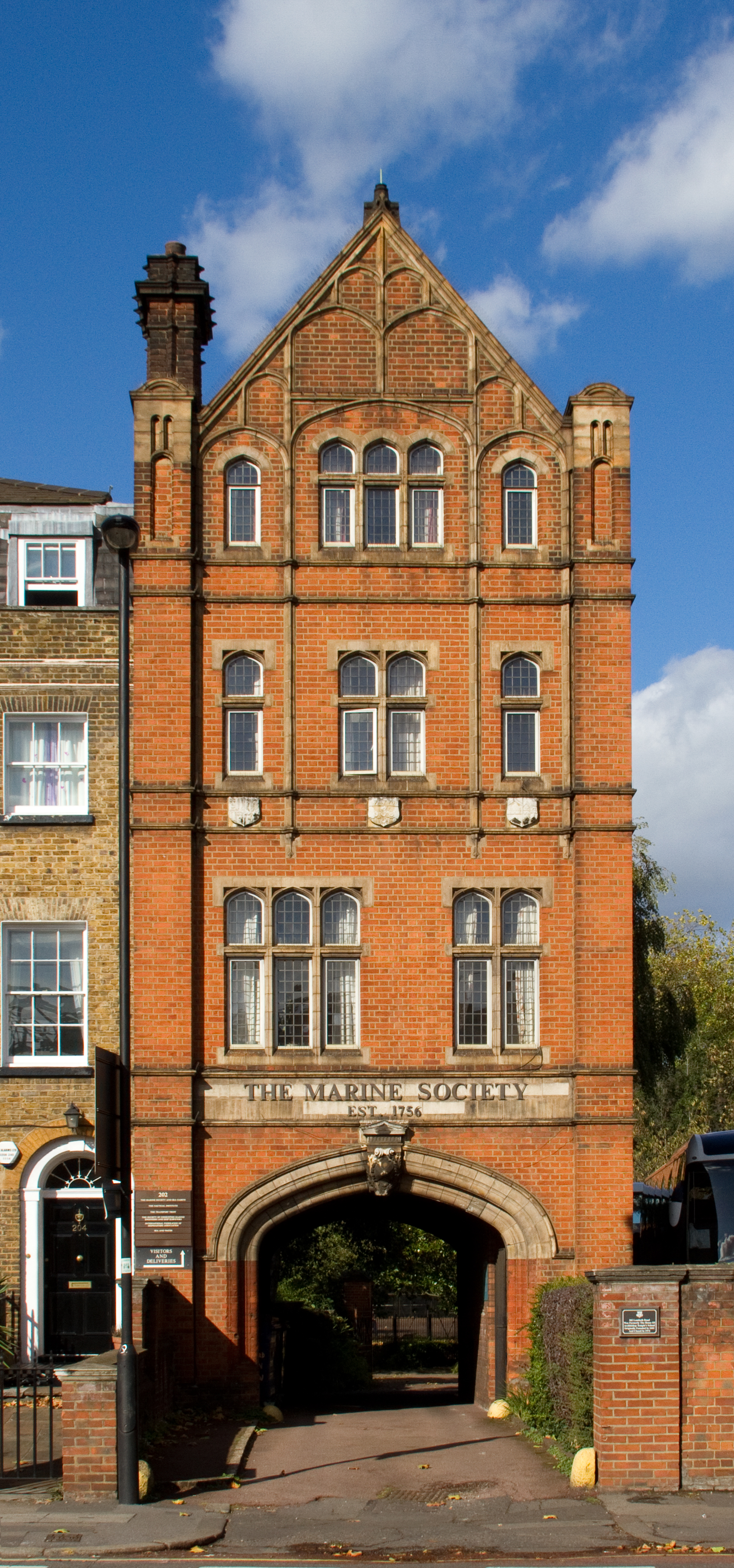
The Marine Society (MSSC), 202 Lambeth Rd. (ロケ地の一つ、ランベス・ロードにある海事・海軍士候生協会及び海事協会学校）

- 本作が初めて書いた脚本であったアラン・パーカーは、第2班の監督もしており、休憩時間や運動会のシーンなどは彼が撮影したものである。
- 1952年生まれのジャック・ワイルドは、撮影時は既に17歳であった。
- トロッコに乗り彼方へと去るラストシーンでは、マーク・レスターは他の映画の撮影スケジュールの都合のため参加できずコーネリアスという少年が代役を務めている[1]。
- このトロッコは重くて子供2人だけでは漕ぐ事が出来ず、撮影では事前にスタッフに押してもらってから漕いでいる[2]。
- 主なロケ地は、ハマースミスとランベス界隈。レコーディングはトゥイッケナム撮影所。

## 音楽

### サウンドトラック
ビー・ジーズの歌が全編を流れ、とりわけテーマ曲「メロディ・フェア」を含むサウンドトラック盤は日本で大ヒットした。サウンドトラックがCD化されているのは日本、香港、アルゼンチンのみであり、ブラジルでは映画本編のDVDとセットのみでCD化されている。
- メロディー（サウンドトラック）（英語版）

## 出演
| 登場人物                              | 俳優                                          | 日本語吹替                  | 日本語吹替            | 日本語吹替                                     |
| 登場人物                              | 俳優                                          | テレビ朝日版                | LD版                  | ソフト版                                       |
| ------------------------------------- | --------------------------------------------- | --------------------------- | --------------------- | ---------------------------------------------- |
| ダニエル・ラティマー                  | マーク・レスター                              | 内海敏彦                    | 菊池英博              | ラヴェルヌ知輝                                 |
| メロディ・パーキンス                  | トレイシー・ハイド                            | 杉田かおる                  | 冨永みーな            | 佐々木りお                                     |
| トム・オーンショー                    | ジャック・ワイルド                            | 永久勲雄                    | 永久勲雄              | ラヴェルヌ拓海                                 |
| ミセス・ラティマー （ダニエルの母）   | シェイラ・スティーフェル（英語版）            | 富田恵子                    | 加藤みどり            | 小林優子                                       |
| 校長先生                              | ジェームズ・コシンズ（英語版）                | 川久保潔                    | 大木民夫              | 大木民夫                                       |
| ディックス先生                        | ケン・ジョーンズ（英語版）                    | 穂積隆信                    |                       | 多田野曜平                                     |
| ミセス・パーキンス （メロディの母）   | ケイト・ウィリアムス（英語版）                | 瀬能礼子                    | 喜多道枝              | 槇原千夏                                       |
| ミスター・パーキンス （メロディの父） | ロイ・キニア                                  | 滝口順平                    |                       | 山田浩貴                                       |
| メロディの祖母                        | ヒルダ・バリー                                |                             | 麻生美代子            |                                                |
| チェンバース                          | コリン・バリー                                |                             |                       |                                                |
| バージェス                            | ビリー・フランクス                            |                             |                       | 坂本雄太                                       |
| ステイシー                            | アシュリー・ナイト（英語版）                  |                             |                       |                                                |
| ダッズ                                | クレイグ・マリオット                          |                             | 岩田光央              | 雨澤祐貴                                       |
| オリアリー                            | ウィリアム・ヴァンデルパイエ（英語版）        |                             |                       | 神谷亮                                         |
| フェンチャム                          | ピーター・ウォルトン                          |                             |                       |                                                |
| ミュリエル                            | カミーユ・デイビス                            |                             |                       | 矢尾幸子                                       |
| モリーン                              | ドーン・ホープ                                |                             |                       |                                                |
| ペギー                                | ケイ・スキナー                                |                             |                       |                                                |
| ローダ                                | レスリー・ローチ                              |                             |                       | 花園愛美                                       |
| フェアファックス先生                  | ジャン・ジャゴ（英語版）                      |                             |                       |                                                |
| ディムキンス先生                      | ジュエル・エリス                              |                             |                       |                                                |
| フェローズ先生                        | ティム・ワイトン（英語版）                    |                             |                       |                                                |
| 少年旅団キャプテン                    | ジョン・ゴーマン（英語版）                    | 増岡弘                      | 増岡弘                | 多田野曜平                                     |
| ベティ                                | ペタル・ヤング                                | 出演シーンカット            |                       |                                                |
| ジョージ                              | ロビン・ハンター（英語版）                    | 出演シーンカット            |                       |                                                |
| ミスター・ラティマー                  | キース・バーロン（英語版） （クレジットなし） | 羽佐間道夫                  |                       | 星野充昭                                       |
|                                       |                                               |                             |                       |                                                |
| 演出                                  | 演出                                          | 山田悦司                    |                       | 吉田啓介                                       |
| 翻訳                                  | 翻訳                                          | 山田小枝子                  | 平田勝茂              | 平田勝茂                                       |
| 効果                                  | 効果                                          | 赤塚不二夫                  |                       |                                                |
| 調整                                  | 調整                                          | 栗林秀年                    |                       |                                                |
| 制作                                  | 制作                                          | ザック・プロモーション      | グロービジョン        |                                                |
| 解説                                  | 解説                                          | 淀川長治                    |                       |                                                |
| 初回放送                              | 初回放送                                      | 1976年5月2日 『日曜洋画劇場 | 1981年発売 のLDに収録 | 2015年12月22日 角川書店より発売の DVD/BDに収録 |

※2015年12月22日発売の角川書店盤DVD/ブルーレイには上記全3種類の日本語吹替を収録。

## あらすじ
舞台はロンドン。公立学校ながら、厳しい教師と生徒たちの間でささやかな対立がはじまっていた。厳格な教えを説く教師たちや子供に過干渉な親たちと、それらに従うことなくそれぞれの目的や楽しみを見つけようとする子供たち。
気が弱く大人しい11歳のダニエルもそんな生徒の一人だったが、同じ学校に通うメロディという少女と出会う。2人はいつしか互いに惹かれあい、悩みを打ち明け、初めて心を許す相手を見つけたと感じた。純粋ゆえに恐れを知らない2人は、学校をさぼって海水浴場へデートに出かけたことから校長先生に叱られ、クラスメートたちにも散々笑い者にされる。ダニエルは悪友オーンショーにしつこくからかわれ、殴り合いの喧嘩まで繰り広げてしまう。
事情を聴くこともなく押さえつけようとする大人たちに対し、2人は一つの望みを口にする。それは「結婚したい」という驚くべきものだった。「どうして結婚できないのか」と問うが、当然親も教師もとりあわない。ある日、教師が授業を始めようとすると、教室はほとんどもぬけの空であった。自分たちの手で2人の結婚式を挙げようと、クラスの生徒が集団脱走したのである。教師たちはあわてて彼らを探しに行く。
廃線脇の隠れ場所で、オーンショーが牧師を務める結婚式においてダニエルとメロディが誓いの言葉を唱えようとしている時に教師たちに見つかってしまい子供たちは散り散りに逃げていく。暖かい日差しの中で大人と子供の乱闘が繰り広げられ、発明狂の男の子が作った自家製爆弾が車を見事に爆破すると、大人たちは恐れをなして一目散に逃げて行く。子供たちはやんやの喝采を挙げる。その頃、ダニエルとメロディの2人はオーンショーの助けで追手を振り切り、線路上に在るトロッコに乗って野原をどこまでも走って行くのであった。

## 作品解説
この映画には「大人社会からの独立戦争」という趣がある。「結婚式」を取り締まるべく現れた教師たちであったが、爆弾マニアの少年が作った初めての成功作によって総崩れになり、少年少女2人が一緒にトロッコを漕いで出発していくラストは、"Don't trust over thirty"（30歳以上は信用するな）の時代の雰囲気を伝えている。また一方で、明らかに中産階級のマダムの一人息子であるダニエルと、労働階級の娘であるメロディの出会い、労働階級出身とみえるオーンショーとの友情という、イギリスの階級格差が少年少女の恋愛というセッティングの中で無視されているという面白さもある。

## 公開・反響
アメリカでの公開は英国公開に先立つが、ヒットにはならなかった。イギリスでは散々叩かれた。本作を日本に輸入した日本ヘラルドの原正人は「『小さな恋のメロディ』はイギリスでは劇場公開されず、テレビのみで放映された」と述べている。デビッドとアランを救ったのは、『小さな恋のメロディ』と題された日本での大ヒットだった（この他に南米諸国、特にアルゼンチン、チリでもヒットしている）。日本での人気は非常に根強く、定期的にオリジナル・サウンドトラック盤が欠かさず生産され続けている。
リバイバル上映も繰り返し行われており、1974年、1976年、1978年と隔年に上映され、2019年には「卒業（4K版）」とともにデジタルリマスター版でリバイバル上映されている。また、2010年開催の「午前十時の映画祭 何度見てもすごい50本」上映作品選定の参考のため、前年2009年10月に一般から募った投票では、第8位となる人気をみせ、2015年開催の「第三回 新・午前十時の映画祭」では、ラインナップに加えられた。
2022年10月、コロナ禍により1年遅れの公開50周年イベントがマーク・レスターとトレーシー・ハイドを迎えて、10月15日 - 30日の間、京都みなみ会館、横浜シネマノヴェチェント、10月25日にはヒューマントラストシネマ渋谷で、それぞれイベント上映され、舞台挨拶やサイン会、懇親会など日本のファンとの交流会が行なわれた。

## 影響
- ザ・リリーズ - 同映画をモチーフにした楽曲およびアルバム「小さな恋のメロディー/ザ・リリーズの世界」（1976年4月5日 東芝TP-72149）がある。
- ディアダニエル - サンリオキャラクター。名前は、本作の主人公のダニエルにちなんでいる[10]。
- けろっこデメタン - タツノコプロ制作のテレビアニメ作品。企画書には、本作を意識した旨が記載されている[11]。
- BLANKEY JET CITY - 同映画をモチーフにした曲がある。
- 筋肉少女帯 - 同映画をモチーフにした曲「小さな恋のメロディ」がある。
- 斉藤和義 - 同映画をモチーフにした曲が多数ある。
- ワンダーミンツ - 同映画のトレイシー・ハイドをイメージした『トレイシー・ハイド』という曲がある。
- モンタナ・ジョーンズ、ちりとてちん - サブタイトルに本作のタイトルのパロディが使われている。
- ドラマ 気になる嫁さん - 第一話の劇中で純とめぐみがデートで同映画を鑑賞しているシーンがあり、トレーシ・ハイドのダンスシーンや終盤のトロッコのシーンの映像が放映された。